# Muzica arabă

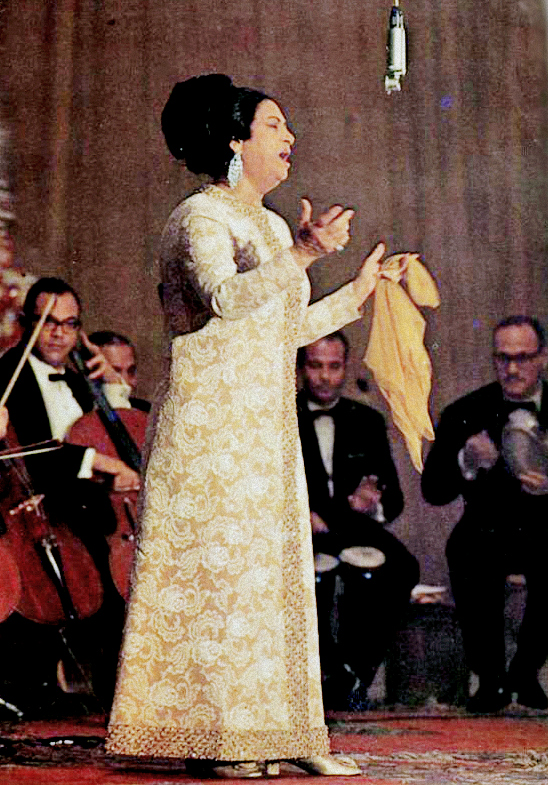
Umm Kulthum

Muzica arabă (الموسيقى العربية) reprezintă un ansamblu de muzici orientale provenite dintr-o zona geografică vastă, care se întinde din Asia Centrală și până la Oceanul  Atlantic. Aceste muzici sunt asimilate aceleiași familii muzicale, evoluând din mediile culturale din Orientul Apropiat și Mijlociu și, adesea, din contexte diferite. În ciuda multiplelor aparențe, aceste muzici care derivă esențial din tradiția orală, prezintă caracteristici comune, îndeosebi studiul muzicii savante.

## Scurt istoric
Începând din secolul al IX-lea, teoria muzicală se dezvoltă, fiind foarte influențată de gândirea greacă: lucrări ale lui Aristofan, Pitagora și Ptolemeu sunt traduse în arabă. Modurile sunt ilustrate în mod asemănător cu sistemul perfect al grecilor cu divizia  unei scări heptatonice de 2 octave. Muzica arabă poate face trimitere la o multitudine de ritmuri, bazate pe coduri precise alaturând timpi denși, dum și clari, tak. Timpii denși servesc drept suport metric melodiei: perioade de egală durată sunt marcate de bătăi  alternative, simetrice sau asimetrice. Asimetria ritmică este una dintre caracteristicile muzicii musulmane.
În timpul epocii musulmane, muzica adoptă un stil vocal cu acompaniamente ale  instrumentelor lăută și nai. În perioada de dezvoltare (din 622 până la cucerirea Constantinopolului de către mongoli, în 1258, și cea a Constantinopolului de către turci, în 1453), popoarele arabe descoperă culturi noi. Influențele elenistice și persane conduc la apariția unei muzici foarte elaborate de lăută  la Bagdad și în bisericile  din Orient. Este baza muzicii pe care o ascultăm, în prezent, în țările maghrebiene.
Secolul al XIX-lea   va cunoaște o înnoire pe plan muzical care se va întinde până în secolul XX. Muzica tradițională se menține sub formă de maqama (maqāma, مقامة)  acompaniată de un cvartet. Renașterea muzicală a muzicii, naḥḍa, este foarte vie în Egipt la începutul secolului XX. În ciuda unor culturi foarte diverse, influența islamului asupra unui  teritoriu foarte vast a dat naștere la două identități muzicale: prima  islamică și unitară, cea de-a doua arabă și foarte diversă. Distingem aici trei mari culturi muzicale: arabă, turcă și persană, prima fiind cea mai răspândită, prezentând variații locale, în timp ce cultura turcă și cea persană au caracteristici muzicale proprii.

## Trăsături
Potrivit lui Habib Hassan Touma⁠(en)[traduceți], există 5 componente care caracterizează muzica arabă :
- Sistemul tonal arab, sistem muzical care se bazează pe structuri de interval specifice și care a fost inventat de către al-Farbi în secolul al X-lea.
- Structuri ritmo-temporale, care produc o varietate bogată de modele, cunoscute sub numele wazn, sau ,,greutate’’, folosite pentru a acompania genuri vocale și instrumentale, pentru a le accentua sau a le da formă.
- Un număr de instrumente muzicale care există în toată lumea arabă și care reprezintă un sistem de ton standardizat, la care se cântă cu performanțe standardizate generale tehnice  și au detalii similare în construcție și design.
- Contexte sociale specifice care produc sub-categorii de muzică arabă sau genuri muzicale care pot fi clasificate în linii mari ca : muzică urbană, rurală sau beduină.
- O mentalitate a muzicii arabe responsabilă pentru omogenitatea estetică a structurii tonale-spațiale  și ritmo-temporale, de-a lungul întregii lumi arabe, fie că este compusă sau improvizată, instrumentală sau vocală, seculară sau sacră.[2]

## Epoca de aur: (1952-1977)
Perioada anilor 1940-1960, a fost o perioadă a schimbărilor revoluționare în lumea arabă, atunci când era mai multă speranță și optimism și când muzica arabă clasică se bucura de o renaștere. Cea mai celebră cântăreață e epocii a fost Umm Kulthum, aceasta lăsându-și o amprentă puternică asupra generației precedente. Cariera sa s-a dezvoltat împotriva fundalului luptelor pentru independență și a căutării unei identități în lumea arabă. Înălțarea naționalismului arab a fost oglindit de cariera acestei personalități care a promovat maselor  cultura înaltă a poeziei arabe prin cântecele ei. Umm Kulthum s-a asociat cu regimul naționalist arab al lui Gamal Abdel Nasser, după ce acesta a venit la putere în 1952, amândoi devenind celebri. Aceasta avea de oferit pe planul simbolismului cultural tot ceea ce regimul pan-arab al lui Nasser și-ar fi putut dori. La începutul carierei sale, își perfecționase deja pronunția arabei coranice, gama sa vocală se întindea de la bariton la soprană, cânta din laringe, și nu din diafragmă, vocea ei fiind atât de puternică încât microfonul trebuia ținut la jumătate de metru distanță de gură. Aceasta este considerată cea mai mare cântăreață a secolului XX, atrăgând în jurul ei cei mai buni compozitori ai lumii arabe care au adus-o în fruntea culturii arabe înalte. Spectacolele sale lunare au fost promovate de radio timp de 13 ani de la moartea sa, în 1973. De-a lungul carierei sale, aceasta a perfecționat ceea ce în arabă este cunsocut sub numele de Ṭarab-o stare de răpire introdusă de muzică, cântat și versuri.De asemenea, aceasta a contribuit la expimarea sentimentelor de iubire prin intermediul cântecelor sale, adresându-se direct iubitului ei, precum în Inta Umri.
Astăzi, la apropape 100 de ani de la nașterea ei, aceasta este din nou în vogă, deoarece umple un gol în conștiința arabă colectivă.
Un alt star al perioadei post-independente a fost Abdel Halim Hafez, primul cântăreț sex-simbol, considerat de lumea arabă un fel de Elvis Presley. Fiind bolnav de schistosomiază încă de mic copil, din cauza faptului că se juca în Nil, acesta a murit la doar 48 de ani, în 1977. Din cauza bolii sale, nu se putea hrăni, nu putea bea și nici nu se putea căsători, oferindu-i o personalitate în conformitate cu cultura dominantă a dorinței sexuale reprimate, fapt transpus și în cântecele sale. Acesta rămâne un model pentru femeile și bărbații din zilele noastre, ca fiind un bărbat cu maniere și o inimă bună-un model cultural egiptean adoptat și de restul lumii arabe.

## Muzica populară

### Shaabi
Shaabi ( شعبي- ša'bī ) este un cuvânt general, folosit pentru a descrie multe lucruri in viața de zi cu zi, nu doar muzica. Cuvântul provine din el shaab care înseamnă popor sau folk. Ca formă muzicală, shaabi este „vocea străzii” o expresie urbană plină de sentimente, dublu înțeles și comentarii sociale. În anii 1970, după apariția primelor casete și a boxelor, muzicieni din toată lumea puteau să producă și să se  promoveze. În întreaga lume au apărut diverse mișcări care au început să producă muzică într-un gen numit „cultura casetelor”. Astfel, dacă în UK și Anglia a aparut muzica punk, în Jamaica reggae, în Algeria raï, în Egipt a apărut muzica shaabi. Cel mai cunoscut cântareț shaabi este, fără doar și poate, Ahmed Adawyia. Acesta își folosea vocea pentru a cânta cântece de protest împotriva nedreptăților sociale și comentarii mascate la adresa guvernului și a clasei politice, iar casetele sale au făcut înconjurul lumii. Muzica shaabi este sunetul clasei muncitoare. Mulți dintre acești oameni sunt prima sau a doua generație venită la oraș și aduc cu ei sunetele baladi. Aceștia au combinat folkul egiptean și instrumentele tradiționale cu urban-clasicul și instrumente vestice moderne. Vocea cântărețului, pe lângă faptul că emoționează până la lacrimi, are, adesea, o tentă grosolană. Aceste cântece folosite ca o forma populară de rezistență, folosind umorul și conversațiile de stradă pentru a masca adevăratele înțelesuri, sunt, adesea, cenzurate în media. Muzica shaabi  nu a dispărut odată cu sfârșitul carierei lui Ahmed Adawiya. Egiptul este plin de staruri ale muzicii, acest gen fiind utilizat chiar și de libanezi. Cel mai popular star al acestui gen este cântărețul egiptean Hakim, ale cărui melodii reprezintă o combinație între muzica shaabi  și arabpop, însă acesta a dat o altă accepțiune genului shaabi, fiind destinat unui public respectabil.
Cu Hakim, muzica shaabi a fost inteligent exploatată pentru a crea o imagine a unui egiptean autentic, care, în ciuda unei țări de peste 70 de milioane de oameni, încă zambește, asta deși shaabi a fost original caracterizat de dramatizarea problemelor, precum în cântecul lui Adawiya, Zahama. Forma origială a genului shaabi a revenit prin apariția lui Shabaan Abdel-Rahim. Cântarețul a devenit celebru prin cântecul sau I hate Israel. Precum Adawyia în tinerețea sa, Abdel-Rahim simbolizează tot ceea ce guvernul și media nu-și doresc de la Egipt sa fie. 

### Raï
Muzica algeriană, cunoscută sub denumirea de raï, ceea ce în limba arabă înseamnă opinie, părere, a devenit o industrie în adevăratul sens al cuvântului în anii 1980, a debutat în muzica din vest în anii ’90, ajungând să influențeze sound-urile pop din partea estică a lumii arabe. În Algeria, raï a fost  genul de muzică ale cărui versuri se adresau oamenilor obișnuiți, cuprinzând atât teme personale, precum și politice, ceea ce a însemnat o detașare de versurile traditional-religioase. Mulți dintre cântăreții acestui gen au voci la fel de puternice precum ale muezinilor în timpul rugăciunilor și multe părți din cântecele raï par să imite strigătul muezinilor din timpul rugăciunii, precum o face cantărețul Cheb Mami în hit-ul lui Sting, Desert rose, din anul 1999.
Genul raï presupune un proces de deconstrucție al culturii muzicii arabo-islamice, împrumutând diferite aspecte și reformulându-le într-un context rock-pop ce aparține vestului.
Acest gen muzical pare să fie un produs al migrației rurale către orașe din vestul Algeriei, în anii ’30. În acest mediu, existau femei care cântau cântece sufite pentru a lăuda Profetul la diferite ceremonii.

## Muzica pop în lumea arabă
Precum cinema-ul și muzica arabă a cunoscut o epocă de aur, majoritatea actorilor celebri, fiind și cântăreți de succes. Această epocă de aur a luat sfârșit după  anii 1960, odată cu tranziția de la cultura înaltă la cultura populară. Astfel, odată cu dispariția lui Umm Kulthum și a lui Abdel-Halim, industria pop a cunoscut apogeul la sfârșitul anilor 1980. Întreaga industrie muzicală din lumea arabă de azi este influențată de industria muzicală din vest. Arabpop este descrisă de elite ca fiind produsul decadenței societății.Tot în această perioadă, televiziunea își ia din ce în ce mai mult avânt, în condițiile în care posturile TV care promovează diferite staruri muzicale încep să prezinte imagini sofisticate și din ce în ce mai riscante, bazate pe modele din Vest.
O trăsătură de bază a acestui gen de muzică este caracterul său apolitic. Popul arab are ca singur scop o vastă audiență, cuprinzând cântece de dragoste pentru a promova islamul ca fiind o religie a păcii, evitând chestiuni politice sau sociale. În est, popul utilizează din ce în ce mai mult ritmuri folosite de către raï și cantăreții raï colaboreză cu staruri ale genului arabpop pentru  realiza duete (cântăreața marocană Samira Said a cântat cu Cheb Mami în 2002, iar Amal Hegazy  cu Cheb Faudel). Dimpotrivă, succesul lui Khaled cu primul său hit european, Didi, a fost primit la început cu indiferență în estul lumii arabe, unde accentul său algerian era dificil de urmărit. Majoritatea țărilor arabe au propria tradiție muzicală clasică și cântăreți clasici moderni. Muzica arabpop este inspirată din muzica clasică arabă. Muzica arabă are în jur de 17 maqama, utilizând intervale tonale mai mici decât jumătățile de ton folosite în muzica din vest. Fiecare maqama are drept scop inducerea unei stări diferite ascultătorului. Astfel, chiar și cel mai modern sound aparținând culturii populare își are rădăcinile în muzica clasică arabă. De exemplu rast est conectat cu un sentiment al puterii, al sănătății, bayaati este pentru bucurie, vitalitate și feminitate, hejaz este pentru mărimea și eternitatea deșertului, saba durere și tristețe.
Astăzi, industria muzicală din lumea arabă este o industrie de milioane de dolari ale cărei începuturi aparțin ultimelor decenii ale secolului trecut. Apariția lui Ahmed Adawiya, cel mai celebru pop star al muzicii arabe, a reprezentat începutul acestei industrii muzicale. Acesta a cântat în cea mai joasă formă a arabei colocviale, dominând cultura populară în anii ’70 ai secolului trecut, atunci când reprezentanți de vârf ai epocii de aur încetau din viață. Ahmed Adawiya a pus bazele unui nou gen de muzică numit shaabi sau „muzica oamenilor”, ale cărui origini provin tot din cântecele tradiționale, transformate în țipete urbane, în cartiere mărginașe ale Egiptului. Mogulii muzicii din zilele noastre idolatrizează amintirea lui Adawiya. Primul său album, din 1972, a vândut un milion de copii și peste cinci milioane de casete în țările arabe, făcându-l primul pop star care a exploatat cu succes  răspândirea casetelor în această regiune. Spre deosebire de cântecele dramatice de dragoste ale lui Umm Kalthoum, acesta era un om simplu, pasional, cântând despre aspecte banale ale Egiptului modern, însă privit cu o oarecare reticență de către intelectualii elitei de stânga, reprezentând simbolul degradării societății. Succesul lui Adawiya a fost primit cu un snobism cumplit. Pentru elita intelectuală de stânga, acesta reprezenta simbolul a tot ceea ce era greșit în acea perioadă: politica pro-americană a lui Sadat, pacea acestuia cu Israelul și pierderea controlului economiei.
Sfârșitul anilor ’90 a cunoscut o altă etapă a genului pop. Odată cu dezvoltarea stațiilor de satelit, cultura pop video a cunoscut un boom, făcându-și apariția noi sound-uri, mai apropiate de cele din vest, dar care încă se individualizează. Majoritatea starurilor care aparțin acestei noi etape sunt reinvenții. Un exemplu îl constituie cântăreața siriană, Asala, care în trecut obișnuia sa cânte poezii aparținând lui Nizar Qabbani, iar în prezent înfățișarea sa este in tandem cu aceasta evoluție pe plan muzical. Există două etape ale culturii video: pre-satelit și post-satelit. Beirut a fost centrul muzicii arabe între 1975-1990, până ce războiul civil a ruinat această industrie, iar Cairo a devenit centrul genului arabpop, în timp ce sateliții din Golf au promovat această industrie muzicală și au făcut din cântăreți adevarate staruri. Cairo încă este considerat capitala popului  arab, dar câteva dintre cele mai mari staruri sunt egiptene, fapt iritant pentru cultura Egiptului. Industria muzicală este o mașină uriașă de produs bani  pentru cântăreți, compozitori și nu numai. Primul Arabian Music Awards  a fost organizat în 2004, în Dubai,  eveniment care a lăsat deoparte toate starurile adevărate ale genului pop.

## Instrumente
Fiecare regiune a lumii arabe are propriile sale instrumente și forme muzicale distincte. Ritmuri și instrumente marchează cultura Golfului, a Libanului, a Nubiei, a Sudanului și a regiunii berbere din nordul Africii.
Printre instrumentele specifice ale Orientului Mijlociu și ale nordului Africii se întâlnesc următoarele:
- darbuka (دربكة) - tobă de mână specifică Orientului Mijlociu și Orientului Apropriat, în formă de pocal cu o membrană subțire  care dă un sune înalt.
- mizmār (مزمار) - orice instrument de suflat simplu sau dublu
- kamānja ( کمانچه) - instrument cu coarde care face parte din familia violoncelului
- rabāb ( ربابة ) - instrument cu coarde, numit astfel în secolul al XVIII-lea și răspândit pe drumurile comerciale islamice
- qānūn ( قانون‎) – instrument cu coarde la care se cânta fie singur, fie ca parte a unui ansamblu
- bendīr ( بندير) - tambur cu cadru din lemn din nordul Africii și sud-vestul Asiei
- krābeb (قراقب) - castaniete de fier[11]